# Macaranga depressa
Macaranga depressa är en törelväxtart som först beskrevs av Johannes Müller Argoviensis, och fick sitt nu gällande namn av Johannes Müller Argoviensis. Macaranga depressa ingår i släktet Macaranga och familjen törelväxter.

## Underarter
Arten delas in i följande underarter:
- M. d. depressa
- M. d. glabra
- M. d. strigosa